# Unspitze
Die Unspitze (auch Uhnspitze) ist ein 1.926 m hoher Nebengipfel der Güntlespitze in den Allgäuer Alpen. Sie liegt in der Untergruppe Baader Bergumrahmung westlich der Ortschaft Baad im Kleinwalsertal und ist deren "Hausberg". Östlich von Baad bietet die unmittelbar hinter dem Ort aufragende Unspitze einen eindrucksvollen Anblick.
Die Hochstarzel ist sowohl Dominanzbezug als auch Bezugsgipfel im Kammverlauf (Line Parent).

## Besteigung
Auf die Unspitze führen keine markierten Wege. Sie kann weglos über ausgesetzte Grate sowohl von Osten als auch von Westen her erreicht werden, wobei beide Anstiege Trittsicherheit und Bergerfahrung erfordern.

## Weblinks

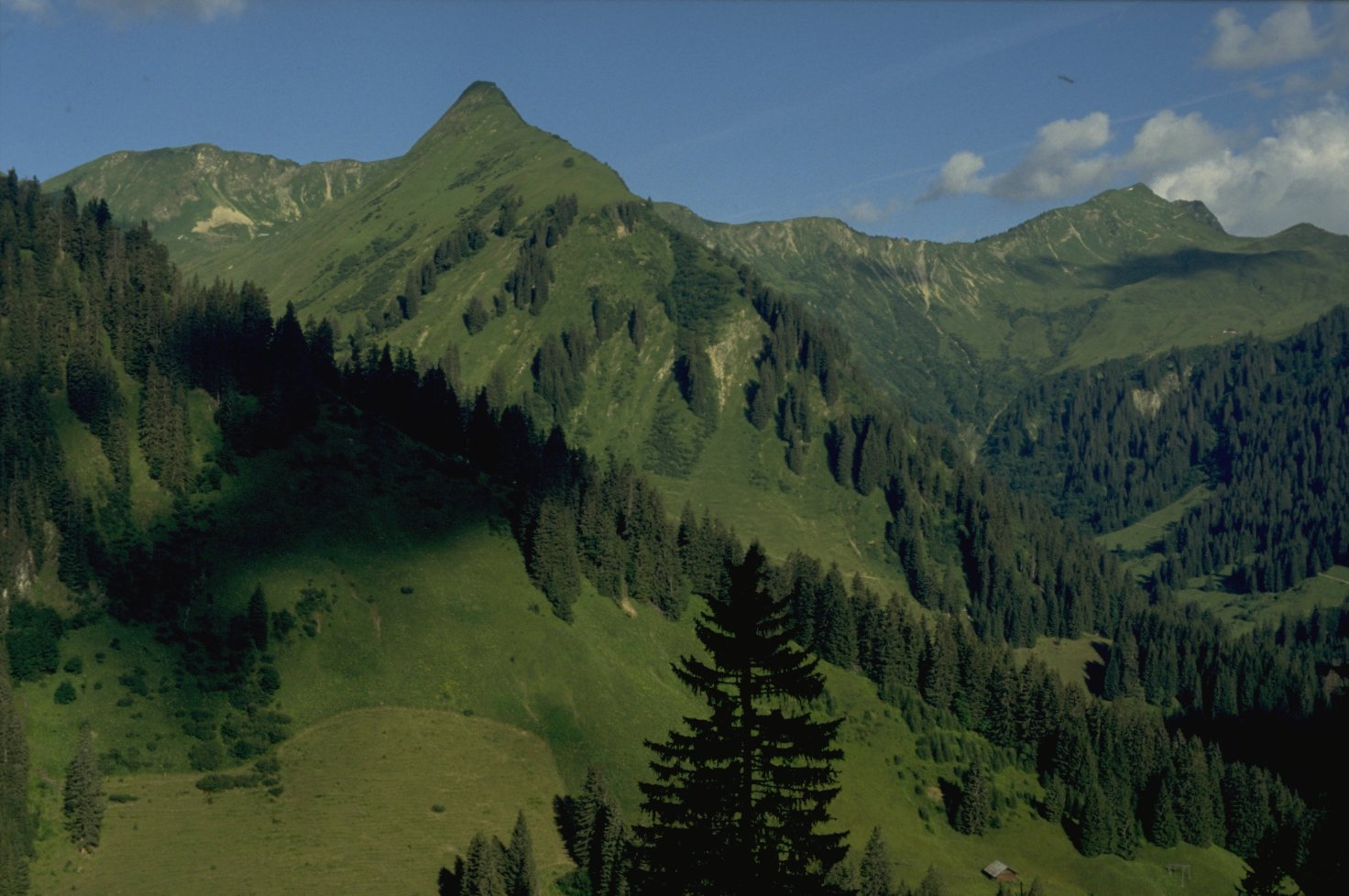
Unspitze von Osten beim Aufstieg zum Bärenkopf
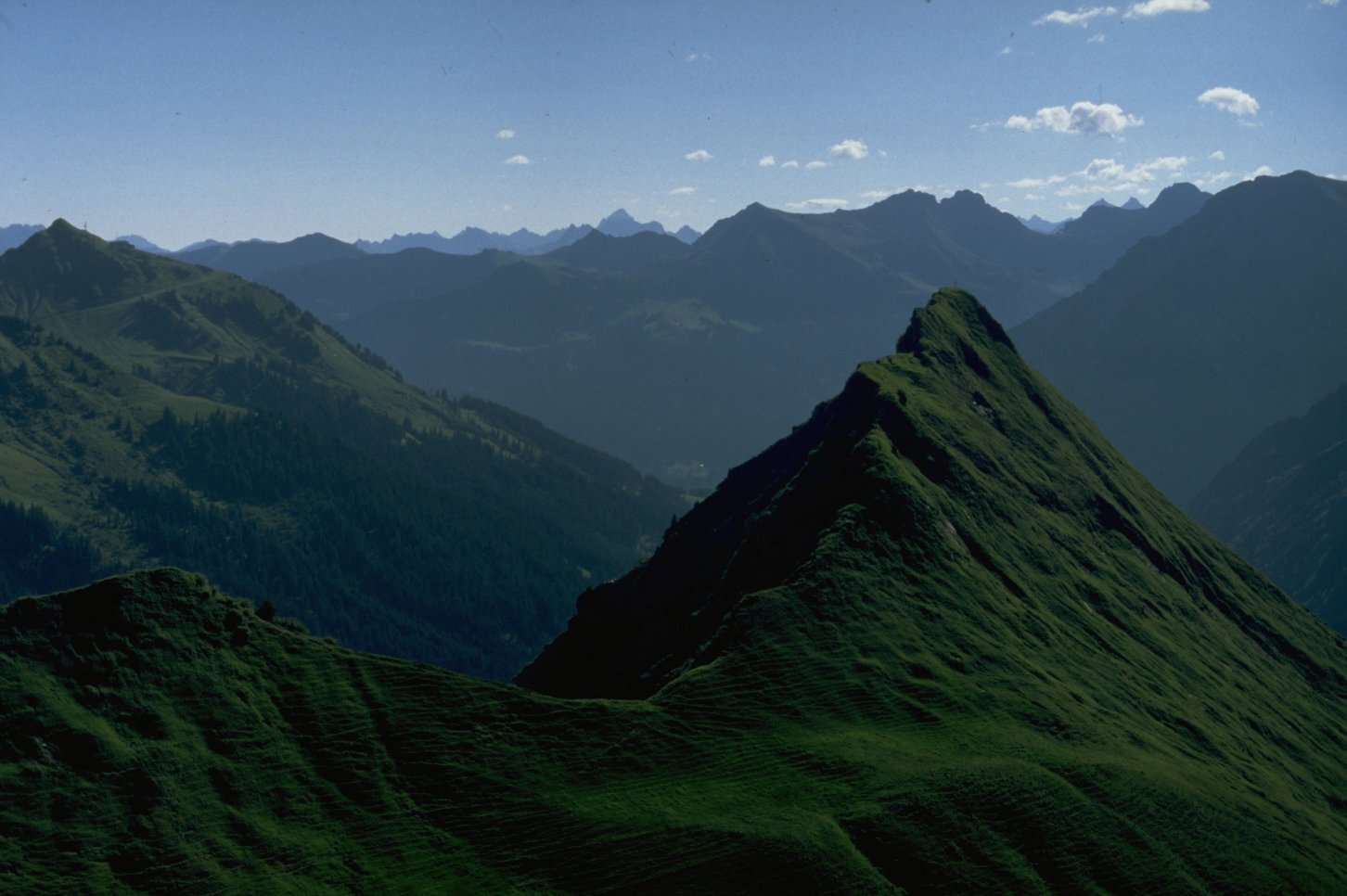
Unspitze von Westen